# Окленд (метеорит)
Метеорит Окленд, также известный как метеорит Эллерсли, упал в Эллерсли, пригороде Окленда, Новая Зеландия, 12 июня 2004 года. Он пробил крышу дома и приземлился в гостиной. Будучи девятым метеоритом, когда-либо обнаруженным в Новой Зеландии, он единственный из всех упал на здание. Ныне принадлежит Оклендскому военно-историческому музею.

## Влияние
В 9:30 утра 12 июня 2004 года метеорит пробил крышу дома в Эллерсли, пригороде Окленда. Отскочив от дивана и ударившись о потолок, он остался в гостиной, где незадолго перед тем играл внук домовладельца. Удар сопровождался «огромным» взрывом, и пыль разлетелась по всей комнате. Поскольку падение произошло при дневном свете, никто не видел момент приземления. Бренда Арчер (одна из домовладельцев) сказала: «Если бы он упал в саду, его, вероятно, добавили бы к куче камней, которые я вывожу на свалку. Никто бы об этом не узнал».
Это был девятый метеорит, найденный в стране, и первый с 1976 года — следующий (десятый по счёту) найдут лишь в 2024 году. Это также был второй метеорит, обнаруженный вскоре после падения на землю. Это единственный метеорит, когда-либо попавший в здание в Новой Зеландии.

## Последующие события и продажа
Про падение метеорита рассказали в новостях по всему миру, и за этим последовала «метеоритная лихорадка» в Новой Зеландии. Многие люди были убеждены, что у них есть метеорит, и отнесли свои «экземпляры» на оценку учёным. Однако никаких новых метеоритов обнаружено не было.
Семья Арчеров была завалена предложениями о покупке со всего мира. Среди них было предложение в размере 15 000 долларов США (24 000 новозеландских долларов) от Соединенных Штатов и предложение в размере 50 000 новозеландских долларов от Южной Кореи. Они с трудом были отклонены; Арчеры сказали: «Мы оба на пенсии, поэтому нам не нужны деньги». Они не планировали оставлять метеорит себе и хотели продать его в Новой Зеландии тому, кто выставил бы его на всеобщее обозрение. Позже его купил Оклендский военно-исторический музей за 40 000 новозеландских долларов, и он там и остался.
Начиная с июля 2004 года метеорит два месяца экспонировался на выставке в Оклендском музее. Те Папа выставлял его с декабря 2004 года по март 2005 года.

## Название
Несмотря на традицию называть метеориты в честь ближайшего почтового отделения, он был официально назван Окленд. Так получилось потому, что в Австралии есть метеорит с названием Эллерсли. Название Текома — улица дома, в который врезался метеорит — также не использовалось, поскольку в Соединённых Штатах есть метеорит с таким названием.

## Научный анализ и описание
Вскоре после падения учёные хотели расколоть метеорит, чтобы определить его состав, но через несколько недель отказались от этой идеи, так как слишком большую часть метеорита пришлось бы повредить. С тех пор небольшие фрагменты были отделены Оклендским музеем; был также сделан разрез через основание метеорита для исследования, которое было опубликовано в 2023 году.
Окленд содержит оливин, ортопироксен и маскелинит и он полностью не выветрен (W0). Это говорит о том, что это «сильно метаморфизованный фрагмент из внутренней части родительского астероида, состоящего из обыкновенного хондрита с низким содержанием железа». Также считается, что он испытал экстремальный импактный метаморфизм.
Возраст метеорита составляет 4,56 миллиарда лет. Он весит 1,3 кг и имеет сплющенную форму с размерами 13 см × 10 см × 6 см. Он имеет «гладкую асимметричную черно-красную корку сплавления» с «линиями тока и регмаглиптами, видимыми на одной поверхности». Внутри находятся реликтовые хондры диаметром до 1 мм.